# Curral Novo do Piauí
Curral Novo do Piauí är en kommun i Brasilien.   Den ligger i delstaten Piauí, i den östra delen av landet, 1 200 km nordost om huvudstaden Brasília. Antalet invånare är 4 870.
Omgivningarna runt Curral Novo do Piauí är huvudsakligen savann. Runt Curral Novo do Piauí är det glesbefolkat, med 8 invånare per kvadratkilometer.